# Zeittafel Brasilien
Diese Seite stellt die Zeittafel zur Geschichte Brasiliens dar.

## Europäische Entdeckung und Kolonisierung Brasiliens
- 1499: Der Spanier Vicente Yáñez Pinzón entdeckt die Mündung des Amazonas.
- 1500 (22. April): Der portugiesische Seefahrer Pedro Álvares Cabral (* um 1467/1468; † um 1526) landet beim heutigen Porto Seguro und nimmt Brasilien gemäß dem 1494 mit Kastilien (Spanien) geschlossenen Vertrag von Tordesillas für die Krone Portugals in Besitz. Da er seine Entdeckung für eine Insel hielt, hieß das Land zunächst Ilha da Vera Cruz, später Terra da Vera Cruz.
- 1532: Erste Siedlungsgründung der heutigen Stadt São Vicente durch Martim Afonso de Sousa.
- 1534: Gründung der Stadt Porto Seguro
- 1538: Einfuhr der ersten Sklaven aus Afrika
- 1549: Gründung der Stadt Bahia (São Salvador da Bahia de Todos os Santos). Die Stadt wird Sitz der kolonialen Zentralregierung.
- 1554: Gründung der Stadt São Paulo
- 1565: Gründung der Stadt Rio de Janeiro
- seit 1570: Aufblühen der Plantagenwirtschaft (Zuckerrohr)
- ca. 1590: Vorstöße der paramilitärisch organisierten Bandeirantes ins Landesinnere (Suche nach Edelmetallen und Versklavung der indigenen Bevölkerung)
- 1624–1654: Raubzüge niederländischer Seefahrer entlang der brasilianischen Küste mit dem Ziel, Brasilien unter ihre Herrschaft zu bringen
- 1630–1654: Die Niederländer kontrollieren den Nordosten Brasiliens mit der Stadt Recife als Mittelpunkt.
- 1654: Recife wird von den Niederländern geräumt und fällt zurück an Portugal.

## Vizekönigreich Brasilien
- 1680: Mit der Gründung der Colônia do Sacramento (heute: Uruguay) erhält Brasilien einen Zugang zum Río de la Plata. In der Folge kommt es zu über Jahrzehnte sich hinziehenden kriegerischen Auseinandersetzungen mit Spanien um die Besitzansprüche am Río de la Plata.
- 1698: Erste bedeutende Goldfunde in Minas Gerais, denen weitere in Mato Grosso und Goiás folgen. In der Folge rasche Zunahme der Einwanderung aus Europa und der Einfuhr schwarzer Sklaven.
- seit 1720: Die portugiesischen Generalgouverneure Brasiliens tragen den Titel eines Vizekönigs (vereinzelt schon seit 1640).
- 1759: Vertreibung der Jesuiten aus Brasilien.
- 1763 (27. Januar): Rio de Janeiro löst Bahia als Hauptstadt der Kolonie ab.[1]
- 1777 (1. Oktober): Im Vertrag von Ildefonso verzichtet Portugal zugunsten Spaniens auf Uruguay und erhält als Kompensation das heutige Río Grande do Sul.
- 1789: Erste Erhebung gegen die portugiesische Kolonialverwaltung in der Bergbauprovinz Minas Gerais.
- 1807: Die portugiesische Königsfamilie flüchtet vor den Truppen des französischen Kaisers Napoleon I. nach Brasilien.
- 1815: Brasilien erlangt den Status eines Königreichs und damit die rechtliche Gleichstellung mit dem Mutterland.
- 1821: Der in Brasilien residierende König Portugals, Johann VI. (João VI.) (1769–1826; reg. 1816–1826), kehrt in seine Heimat zurück und überlässt seinem Sohn, Dom Pedro (1798–1834) die Regierung in Brasilien.

## Die Unabhängigkeit Brasiliens
- 1822 (1. August): Nachdem die Cortes in Portugal die koloniale Herrschaft in Brasilien wieder zu errichten trachten und Dom Pedro zur Rückkehr nach Lissabon zwingen wollen, proklamiert dieser die weitgehende Autonomie der Kolonie.
- 1822 (7. September): Dom Pedro erklärt am Flüsschen Ipiranga bei São Paulo die Unabhängigkeit Brasiliens (grito do Ipiranga).
- 1822 (12. Oktober): Dom Pedro wird zum Kaiser Brasiliens ausgerufen (Pedro I.; Krönung am 1. Dezember in Rio de Janeiro).
- 1824 (25. März): Brasilien erhält eine liberale Verfassung und wird konstitutionelle Monarchie.
- 1826: Nach dem Tod König Johanns VI. (João VI.) in Portugal kehrt Dom Pedro I. nach Lissabon zurück, tritt dort als Peter IV. (Pedro IV.) das Erbe seines Vaters an (10. März), wird aber schon am 5. Mai zur Abdankung gezwungen.
- 1828: Auf englischen Druck wird die Einfuhr von Sklaven nach Brasilien verboten.
- 1831 (7. April): Dom Pedro I. (in Portugal: Pedro IV.) verzichtet auf die brasilianische Kaiserwürde und dankt zu Gunsten seines Sohnes Pedro II. (1825–1891) ab.
- 1840 (23. Oktober): Nach seiner Volljährigkeit übernimmt Dom Pedro II. die Regierungsgeschäfte.
- 1888 (13. Mai): Während eines Aufenthaltes Pedros II. in Europa verfügt die Regentin, Kronprinzessin Isabel, die Aufhebung der Sklaverei durch die Lei Áurea (portugiesisch: Goldenes Gesetz). Die bis dahin der Krone treuen Großgrundbesitzer, Pflanzer und Militärs schließen sich darauf den Republikanern an.
- 1889 (15. November): Sturz der Monarchie und Ausrufung der Republik. Pedro II. und seine Familie verlassen das Land. Manuel Deodoro da Fonseca (1827–1892) wird erster Präsident. Aus Provinzen werden die heutigen Gliedstaaten.
- 1891 (24. Februar): Brasilien erhält eine neue Verfassung auf föderativer Grundlage, die den 20 bestehenden Bundesstaaten weitgehende Selbstständigkeit zugesteht. Diese Verfassung bleibt bis 1934 gültig.
- 1891 (24. November): Marschall Floriano Peixoto (1839–1895) wird zum ersten verfassungsmäßigen Präsidenten gewählt.

## Brasilien im 20. Jahrhundert
- 1900: Das Gebiet Amapá wird von Frankreich an Brasilien übergeben.
- 1903 (17. November): Durch den Vertrag von Petrópolis geht das Gebiet Acre von Bolivien an Brasilien.
- 1917: Im Ersten Weltkrieg beteiligt sich Brasilien am Kampf gegen Deutschland.
- 1930 (1. März): Wahl von Júlio Prestes zum Präsidenten. Die Wahl wird von diversen Parteien und Bundesstaaten angefochten, was zur Revolution von 1930 (Revolução de 1930) führt.
- 1930 (3. Oktober): Revolution vom 3. Oktober.
- 1930 (24. Oktober): Der Präsident Washington Luís wird von der Junta Pacificadora abgesetzt, die bis zum 3. November 1930 regiert. Ende der República Velha.
- 1930 (3. November): Getúlio Dornelles Vargas (1882–1954) gelangt an die Macht und regiert mit autoritärer Hand bis 1945 durch die Einschränkung der Autonomie der Bundesstaaten und durch Erweiterung der Präsidialvollmachten.
- 1932 (9. Juli): Ausbruch einer konstitutionalistischen Revolte in São Paulo.
- 1932: Einberufung einer Verfassungsgebenden Versammlung durch Getúlio Dornelles Vargas als Reaktion auf die Revolte in São Paulo.
- 1934 (15. Juli): Neue Verfassung tritt in Kraft.
- 1937 (10. November): Getúlio Vargas proklamiert den „Neuen Staat“ (Estado Novo). Auflösung des Kongresses, Streikverbot und Verbot der politischen Parteien. Ende der Vorherrschaft der Großgrundbesitzer und Stärkung der Industriearbeiter und des städtischen Bürgertums. Neue Verfassung tritt in Kraft. Sämtliche Parteien werden verboten, manche können aber ab dem 30. Dezember 1930 als kulturelle Gesellschaften fortwirken.
- 1942: Nach der Versenkung brasilianischer Handelsschiffe durch deutsche U-Boote im August Kriegserklärung an die Achsenmächte.
- 1944: Im Zweiten Weltkrieg entsendet Brasilien ein auf der Seite der Alliierten kämpfendes 25.000 Mann starkes Expeditionskorps (Força Expedicionária Brasileira) nach Italien.
- 1945 (Frühjahr): Erzwungener Rücktritt von Getúlio Vargas und Beginn einer Demokratisierung des Landes. Gründung mehrerer Parteien. Vargas selbst gründet zwei. Beginn der República Nova.
- 1945 (2. Dezember): Kongress- und Präsidentschaftswahlen.
- 1946 (31. Januar): Der gewählte Präsident Eurico Gaspar Dutra, ein Anhänger Vargas’, tritt sein Amt an.
- 1946 (18. September): Neue Verfassung. Sie garantiert die Freiheit der Organisation und der Meinungsäußerung und stellt Gewaltenteilung wieder her.
- 1951: Getúlio Vargas wird, nachdem er 1945 zum Rücktritt gezwungen wurde, erneut Präsident.
- 1954 (24. August): Kurz vor einem drohenden Militärputsch begeht Getúlio Vargas Selbstmord.
- 1955 (3. Oktober): Kongress- und Präsidentschaftswahlen. Mit 36 % wird Juscelino Kubitschek Sieger.
- 1956 (31. Januar): Juscelino Kubitschek übernimmt die Regierung.
- 1960: Unter der Präsidentschaft von Juscelino Kubitschek de Oliveira (1902–1976) wird die Hauptstadt von Rio de Janeiro in das neu errichtete Brasília verlegt.
- 1961: Jânio da Silva Quadros (1917–1992) wird Präsident (31. Januar). Er versucht, eine soziale Reformpolitik einzuleiten (Kampf gegen die Korruption, Reform der Staatsverwaltung und des Finanzhaushaltes), scheitert jedoch nach nur wenigen Monaten am Widerstand des in- und ausländischen Kapitals und tritt zurück (25. August). Sein Nachfolger wird João Goulart (1918–1976), ein Parteigänger des früheren Populisten Getúlio Vargas. In seinem Reformprogramm geht Goulart noch weiter als seine Vorgänger; er verbündet sich mit den Gewerkschaften und linken politischen Strömungen und zieht sich damit den Missmut der Militärs zu.
- 1964 (31. März): Die Linkspolitik der Regierung provoziert einen Militärputsch und den Sturz Goularts. Neuer Machthaber ist Generalstabschef Humberto Alencar Castelo Branco (1897–1967).
- 1964–1979: Militärdiktatur in Brasilien. Enge Anlehnung an die USA, Schaffung eines künstlichen (von oben verordneten) Zweiparteiensystems, Stärkung der wirtschaftlichen Entwicklung, Auflösung des Parlaments (1968), Einschränkung der Persönlichkeitsrechte und der freien Presse, politische Repression, Folter, Massenmorde an Indios im Amazonasgebiet (vgl. Figueiredo-Bericht). – Die Eskalation des staatlichen Terrors erweckt den Widerstand des progressiven Flügels der katholischen Kirche unter Führung von Dom Hélder Câmara (1909–1999), Erzbischof von Olinda und Recife.
- 1979–1985: Unter der Präsidentschaft von João Baptista de Oliveira Figueiredo (1918–1999) werden die diktatorischen Maßnahmen aufgehoben. Beginn der abertura, der Öffnung zur Demokratie.
- 1984: In Itaipú (Paraná) nimmt das größte Wasserkraftwerk der Welt seinen Betrieb auf.
- 1985 (15. März): In ersten freien Wahlen seit 1964 wird Tancredo de Almeida Neves (1910–1985) zum Präsidenten gewählt. Dieser stirbt aber noch vor seinem Amtsantritt (21. April). Nachfolger wird José Sarney (* 1930) bis 1990.
- 1988 (5. Oktober): Inkrafttreten einer neuen Verfassung.
- 1988 (5. Oktober): Tocantins wird durch die Brasilianische Verfassung von 1988 zum 26. brasilianischen Bundesstaat.
- 1991 (26. März): Brasilien begründet mit Argentinien, Paraguay und Uruguay den „Gemeinsamen Markt des Südens“ (Mercosur), dem 1996 Chile, 1997 Bolivien und 2003 Peru als assoziierte Staaten beitreten.
- 1991 (5. Oktober): Präsident Fernando Collor de Mello (* 1949) erklärt den Staatsbankrott. Horrende Staatsverschuldung, anhaltende Wirtschaftskrise, Rezession, hohe Inflation.
- 1992 (29. September): Präsident Collor de Melo wird aufgrund einer Korruptionsaffäre von seinem Amt suspendiert und tritt am 29. Dezember zurück. Sein Nachfolger wird Itamar Franco (1930–2011).
- ab 1993: Zunahme der Mordserien an Straßenkindern durch paramilitärische Killerbanden und skandalöse Übergriffe der Polizei.
- 1993 (21. April): In einem Referendum wird über die künftige Staatsform (Monarchie oder Republik) abgestimmt. Die Mehrheit entscheidet sich für die Beibehaltung der Republik.
- 1993 (8. August): Im Amazonas-Gebiet verüben Goldgräber ein Massaker an den Yanomami-Indianern. Die Militärs wenden sich gegen eine Erweiterung der Selbstbestimmungsrechte der indianischen Urbevölkerung.
- 1995 (1. Januar): Fernando Henrique Cardoso (* 1931) wird neuer Präsident.

## Brasilien im 21. Jahrhundert
- 2003 (Januar): Der Führer der Arbeiterpartei (PT) Luiz Inácio Lula da Silva (* 1945) übernimmt nach einem überwältigenden Wahlsieg das Präsidentenamt.
- 2004: Brasilianische Regierungsvertreter teilten am 4. März 2004 mit, dass sie sich, wenn gewünscht, mit 1100 Soldaten an einer UN-Truppe für Haiti beteiligen könnten. Brasilien war damit das erste Land, das ein solches Angebot unterbreitete. Am 9. April 2004 teilte der brasilianische Verteidigungsminister José Viegas mit, dass Brasilien im Juli 2004 die Führung der neuen UN-Friedenstruppen in Haiti übernehmen wird. Das südamerikanische Land werde dazu 1470 Soldaten von Heer, Marine und Luftwaffe in die Karibik-Republik schicken. Viegas legte Wert auf die Klarstellung, dass der militärische Einsatz der Brasilianer in Haiti ganz anderer Natur sei als jener der USA im Irak sei.
- 2005: die brasilianische Regierung wird von einer Reihe von Korruptionsskandalen erschüttert (u. a. Mensalão-Skandal), denen namentlich der Chef des Präsidialamts, Minister José Dirceu, sowie der Präsident des PTB zu Opfer fallen. Beiden wird das Mandat aberkannt.
- 2006: Am 29. Oktober wird Luiz Inácio Lula da Silva im 2. Wahlgang zum Präsidenten wiedergewählt. Er erhält 60,83 % der Stimmen. Sein Herausforderer Geraldo Alckmin erhält 39,17 %.
- 2010: Dilma Rousseff wird als erste Frau zur brasilianischen Präsidentin gewählt. Amtsantritt ist der 1. Januar 2011.
- 2014: Im März beginnen die Ermittlungen und die Verfolgung im Korruptionsskandals Operation Lava Jato und erweitert die Skandalliste.
- 2016: Am 31. August wird Dilma Rousseff durch eine Abstimmung im Bundessenat ihres Amtes enthoben, der interimistische Präsident Michel Temer übernimmt offiziell die Aufgaben als Präsident bis zur nächsten Wahl.
- 2018: Jair Bolsonaro wird mit 55 Prozent der Stimmen in der zweiten Runde zum 38. Präsidenten Brasiliens gewählt.
- 2023: Luiz Inácio Lula da Silva wird erneut Präsident Brasiliens.

Siehe auch: Liste der Staatsoberhäupter Brasiliens